# スーパーロボット大戦NEO
『スーパーロボット大戦NEO』（スーパーロボットたいせんネオ）は2009年10月29日にバンダイナムコゲームス（バンプレストレーベル）から発売されたWii用ゲームソフト。

## 概要
SDで表現されたロボットたちが競演するクロスオーバー作品「スーパーロボット大戦シリーズ」の一つ。Wiiでリリースされる初のスーパーロボット大戦シリーズである。今作の特徴として、従来シリーズとは異なり戦争をテーマとしていない、「子供が活躍する明るい内容」の作品を中心にラインナップしていることがあげられる。また、低年齢層ユーザーのため、90年代作品を多く取り入れているのも特徴。戦闘シーンに3Dポリゴンを採用した『スーパーロボット大戦GC』、『スーパーロボット大戦XO』の流れを汲む作品で、本作ではゲームデザインも3D演出に合わせて大幅に変更されている。

## 参戦作品

### 一覧
★マークはシリーズ初参戦作品。
- マジンガーZ
- グレートマジンガー
- ★新ゲッターロボ
- 戦国魔神ゴーショーグン
- ★NG騎士ラムネ&40
- 銀河旋風ブライガー
- 絶対無敵ライジンオー
- ★元気爆発ガンバルガー
- ★熱血最強ゴウザウラー
- ★完全勝利ダイテイオー
- ★疾風!アイアンリーガー
- ★獣神ライガー
- 機動武闘伝Gガンダム
- ★覇王大系リューナイト

### 解説
全14作品。シリーズ初参戦は『獣神ライガー』、『新ゲッターロボ』、『NG騎士ラムネ&40』、『元気爆発ガンバルガー』、『熱血最強ゴウザウラー』、『完全勝利ダイテイオー』、『疾風!アイアンリーガー』、『覇王大系リューナイト』の8作品。「こんな作品も出るのか」と、ファンに面白がってもらうことを意識した作品が選ばれている。
今作では雑誌企画・インターネット上で展開されていた『完全勝利ダイテイオー』も加えてエルドランシリーズが全4作揃い踏みとなった。また『NG騎士ラムネ&40』、『疾風!アイアンリーガー』、『覇王大系リューナイト』など元々デフォルメ体型で描かれているロボット作品もシリーズ初。さらにロボットが登場するものの、スポーツが題材の『疾風!アイアンリーガー』もシリーズとしては異例となる。
ガンダムシリーズは長らくリアルサイズによるカットインは採用されていなかったが、今作は『機動武闘伝Gガンダム』のゴッドガンダムにリアルサイズの演出がある。
なお、『完全勝利ダイテイオー』の声は原作に存在しないが、本作で初めて声優を起用し収録されている。

### パッケージ登場機体
- ブライガー（銀河旋風ブライガー）
- ゲッター1（新ゲッターロボ）
- ゴーショーグン（戦国魔神ゴーショーグン）
- ゴッドガンダム（機動武闘伝Gガンダム）
- ライジンオー（絶対無敵ライジンオー）
- キングスカッシャー（NG騎士ラムネ&40）
- ファイヤーライガー（獣神ライガー）
- リューナイト・ゼファー（覇王大系リューナイト）

## システム
ここでは、本作特有のシステムや新規追加・変更されたシステムについて解説する。シリーズ共通のシステムについてはスーパーロボット大戦シリーズのシステムを参照。
今作では、従来の作品とは異なるマス目のないシームレスな3Dマップを導入している。マップを3Dとして表示する作品は他にもあったが、『NEO』のマップはマス目にとらわれない自由な移動が可能となっている。そのため、新規追加・変更されたシステムが多い。
出撃方法
これまでのマップ上にユニットを配置する方法ではなく、マップ開始時は戦艦と強制出撃ユニットのみが配置され、戦艦から任意のユニットを出撃させる方法に変えられた。どのマップでも出撃できるのは戦艦を除いて最大12機まで（シナリオの進行上、開始時はもっと少ない数であることも多い）となるが、出撃ユニットを自由に出し入れできるようになった。
障害物、段差の追加
マップ上に障害物と段差が表示される。飛行中のユニットはそれらに対する影響は受けないが、地上ユニットは障害物や大きな段差を越えることができないので、別のルートを通る必要がある。
武器の属性
『NEO』の武器はマップの3D化に伴い、これまでにない属性が存在する。
- 曲射攻撃：放物線状に打ち上げる攻撃。射線上にある障害物を超えて攻撃可能（通常は射線上に障害物があると攻撃できない）。
- 押出：攻撃の衝撃で敵が移動する（吹っ飛ばされる）。自軍の攻撃で敵を射程外に強制的に移動させ反撃を無効化するといった戦法ができる他、押出した敵機を段差に落としたり、障害物にぶつけることで追加ダメージを与えることが可能。援護防御を封じる効果があるが、味方からの援護攻撃を受けられないという欠点もある。
- ヒット&アウェイ：攻撃をした後残った移動力で移動が可能。なお移動力を全て使用した後に攻撃しても、移動はできない。
- 突破攻撃：移動と攻撃を同時に行う特殊な攻撃。移動するルート上にいる敵をまとめて攻撃し、反撃は受けない。
- その他、一定確率で追加の効果が発生する武器や、武器使用時にのみ回避か防御が上がる武器など、様々な武器特殊効果が存在する。

マップ上のユニットサイズの明確化
『NEO』はマップ上でもユニットのサイズが明確化されており、大きいサイズのユニットは射程や包囲の範囲は広いが地上の狭い場所を通ることができない。逆に小さいサイズのユニットは射程や包囲の範囲は狭いが地上の狭い場所を通ることができる。一部のユニットは変形によりユニットのサイズが変化するが、サイズが上昇する結果障害物や他ユニットとユニット位置が重なる場合は変形できず、広いスペースを確保する必要がある。
なお、今作でのユニットのサイズは、これまでのS、M、Lなどに代わり、1 - 9までの数字で表記される。
交代システム
スポーツ選手のアイアンリーガーのみが所有する特殊能力「選手交代」で使用可能となる特殊なシステム。1ユニットあたり2～3体で構成され、人数分の精神コマンドが使用できる。出撃した場合、気力が一定値を超えていれば合体攻撃が1ユニットで使用できるメリットがある。交代後も再び元のユニットに交代させることができ、実質的にはゲッターロボ等のメインパイロット変化を伴う変形に近い。
『スーパーロボット大戦J』、『スーパーロボット大戦W』の戦艦能力「交代」とは別物のシステム（この「交代」についてはスーパーロボット大戦J#システムを参照）。
包囲システム
敵の前後左右のエリアに味方が複数いると攻撃力や命中率に有利な補正がされる。
戦闘アニメ
本作の戦闘シーンは武器によって「マップアニメ」と「拡大アニメ」の2種類が存在。攻撃力が低い武器はMAP上のポリゴンキャラクターがそのまま攻撃を行うマップアニメとなり、演出が控えめだがロード時間が存在しない（シームレス）。攻撃力が高い必殺技的な武器は、従来のシリーズどおりに画面が切り替わってカットインを駆使した派手な演出の拡大アニメとなる。戦闘開始時の選択で戦闘アニメを全面的に省略することも可能（途中で省略もできる）。ただし戦闘中の台詞は一切出てこない。
ステータス
これまで格闘と射撃にわかれていた攻撃力のパラメータが「攻撃」に一本化されている。
精神コマンド
過去のシリーズ作品では精神コマンドを使用するためのSP（精神ポイント）値は基本的にシナリオ開始時にMAXだったものを消費する一方だったが、本作ではシナリオ開始時にはMAXではなく、自軍ターン開始時や、そのパイロットが搭乗しているユニットがダメージを与えたり受けたりすることでSP値が徐々に上昇する。
精神コマンド自体にもレベルが存在し、同じコマンドでもレベルが高いほど効果が大きくなる。また、過去のシリーズ作品では、行動済のユニットのパイロットは精神コマンドを使用できなかったが、本作では行動済みでも使用可能な上に、敵から攻撃を受けて反撃・回避・防御を選択する際にも精神コマンドを使用できる。
なお、レベル制などの影響で今回は覚える精神コマンドはメインパイロットで3つ、サブパイロット（および最終的にサブパイロットになるキャラクター）は2つになっている。
修理・補給
過去のシリーズ作品ではユニットの持つ修理機能や補給機能はパイロットのレベルや所有技能の影響を受けていたが、本作ではユニット側の武器改造度が影響する。また、修理・補給を受けたユニットのパイロットの気力が低下することは無くなった。
オプションパーツ
過去のシリーズ作品ではユニットのHPやEN等を回復するオプションパーツが使い捨てだったが、本作ではシナリオが終了すると再利用できる。全てのオプションパーツは、1種類に付き、ユニットに装備している物も含め、9つまで所有可能。それ以上入手すると、シナリオ終了時に自動的に売却（清算）され、資金に還元される。
世界観の関係から、リペアストーン（リペアキット）、AFOオイル（マグネットコーティング）など、それまでのシリーズから名称の変わった強化パーツも多い。

## オリジナルキャラクター

### メインキャラクター
稲葉駆（いなば かける）
声：川原元幸
主人公。青空町に住む17歳の高校3年生。動物学者である両親は世界中を飛び回っているため、実質弟の天音との二人暮らし状態。身体能力が高くスプリンターとして将来を有望視されており、その実力は高校総体で100m走の新記録を出せるほど。
釧路で開かれた高校総体の翌日、天音と釧路観光をしていた際にドラゴ帝国の侵攻に遭う。その際地割れに転落し、地中に埋もれていたイオニアとシグザールを発見。シグザールを起動させてライガーと共にドラゴ帝国の尖兵を撃退し、以後も困っている人を見過ごせない生来の性格から、地球を狙うさまざまな侵略者に立ち向かっていく。そんな戦いの中で安倍晴明によってアースティアへと飛ばされてしまい、そこで出会ったブラスから、天音を救うには三つのアームドファントマを集めるしかないと教えられる。
なんとか三つのアームドファントマを集めて天音を解放したのも束の間、天音はラルヴァに憑依されてしまい、さらにアルシグノスの力で強制的に地球へと送り返されてしまう。しかしそれでもあきらめることなく戦い続け、ついには天音を救い出すことに成功する。
全ての戦いが終わった後は、シグザリアスとイオニアを釧路近郊に埋め戻し、普通の高校生生活に戻る。
乗機はシグザール、後にアームドファントマの覚醒によりシグザリアスへと強化される。
専用BGMは「Spiritual Transmission」（シグザール)、「Extream Degree」（シグ・ヴァン使用時）、「斬～The Sword of Justice」（シグザリアス）、「Ultimate Energy」（ファントマ・シグヴァン使用時）。
稲葉天音（いなば あまね）
声：日髙のり子
駆の弟で、青空小学校に通う10歳の少年。天音のクラスである4年1組には、後にガンバーチームや勇者ラムネスになる面々がおり、彼らと仲が良い。なお女の子のような外見をしており、そのことを気にしている。
兄と共にイオニアを発見した際、生体ユニットとしてイオニアに取り込まれてしまい、外に出られなくなる。以後はイオニアを動かすパイロットとして兄と共に戦っていたが、イオニアに生命力を吸われ続け、三つのアームドファントマが集まった際には命を落とす寸前であった。なんとかイオニアから解放されたものの、その直後ラルヴァに憑依され、ラルヴァの依代「アマネ」となってしまう。
ラルヴァから解放された後は、再びイオニアのパイロットとなる。しかし今度はアームドファントマが揃っているおかげで、命を削られることは無くなった。
シャーリィ・ルノイエ
声：伊藤静
アースティアにおいて、兄のブラスと共に考古学を研究している19歳の女性で、メルヴェーユのパイロット。本編中は専ら愛称の「シャル」で通っており、シャーリィと呼ばれる場面は無い。自信家で高飛車な性格をしており、時折自惚れた発言もしている。
兄の意を受けウルタリア要塞から剣のアームドファントマを奪取するが、直後にアームドファントマがシグザールの目覚めに呼応して地球へと転移。その確保のためにアララ城の時空転移装置を使用し、地球を訪れる。駆と出会い、事情を説明しないまま強引にアームドファントマを奪おうとして戦いとなるが、晴明の行った空間転移に巻き込まれる形でアースティアへ帰還。その後イドロの精神支配を受けてしまい、一時敵対することとなる。精神支配から解放された後は兄が駆達に同行していることもあり、駆達の仲間となる。
アームドファントマが揃い天音が解放された際には、一時的にイオニアのパイロットとなる。アームドファントマからエネルギーが供給されることで、イオニアが生体ユニットを必要としなくなったため、シャルの生命が危険にさらされることは無かった。なお天音の復帰後は、メルヴェーユで出撃していない場合に限り、イオニアのサブパイロットとして天音をサポートする。
地球を訪れ、腹を空かせて彷徨っていたところを駆たちにご馳走してもらったドーナツが大好物となり、駆から「ドーナツ女」というあだ名をつけられる。
全ての戦いが終わった後は、地球のことをもっと知りたいというのを建前に、駆の家に居候となる。
専用BGMは「Magical Spectrum」、「Brilliant Valkyrie」（必殺技使用時）。
ブラス・ルノイエ
シャルの兄で、元エルンスト機関の研究員。28歳。冷静で博識だが、極端に体力が無いのが難点。
キャオスとの考え方の違いからエルンスト帰還を離脱し、在野の考古学者としてアースティアの各地を渡り歩いている。アームドファントマを危険視しており、封印することを目的に、妹のシャルをウルタリア要塞に潜入させた。その後オニオン渓谷で鬼の岩を調査しようとしていたところ、アースティアに飛ばされてきた駆達と出会い、行動を共にすることとなる。

### エルンスト機関
キャオス・レール
声：川村万梨阿
エルンスト機関の創始者であり、代表である女性。エルダー・スプリガン(知識を蓄え続ける妖精)というエルフ種であるため人間に比べて長寿であり、加齢も遅いが、346歳という年齢をかなり気にしており、年齢を指摘した相手には鉄拳をお見舞いする。
アースティアの人々を守るという強い決意を秘めているが、その決意と技術への過信から強硬な手段を取り、駆達と対立することとなる。しかしDG細胞やラルヴァの危険性を読みきれず、逆に自分がアースティアに脅威をもたらしてしまったことで過ちに気づくこととなる。以後は敵対をやめ、駆達と協力関係を築く。
全ての戦いが終わった後は、贖罪として戦災からの復興に尽力している。
リバリス・ムイラブ
声：伊藤健太郎
エルンスト機関の戦闘部隊長である21歳の青年。自信家であり物事を勢いで押し切るタイプのため、暑苦しいと言われることが多い。キャオスに心酔しており、キャオスやエルンスト機関への侮辱を許さない。イオニアの前に度々立ちはだかるが、キャオスが駆達との敵対をやめたことにより、彼女の命令を受けてイオニアに同行することとなる。
なおシャルに告白するも玉砕したという過去を持つ。
乗器はデバ・ジノー、後に改修されてデバ・ジノーβとなる。
アマネ
声：日髙のり子
天音がラルヴァに憑依された姿。高慢かつ冷酷な性格となっており、戦いを愉しんでいる節も見られる。乗機はアルシグノス。
ラルヴァの知識を利用しようとしたキャオスの策略で封印を解かれるが、逆にラルヴァは全知的生命体抹殺のための手駒を作らせる目的で、キャオスを利用していたに過ぎなかった。キャオスがアルシグノスを模倣したシグニクスを完成させたことで用済みと見なし、本性を現す。
その後、戦いの中でラルヴァの支配から切り離され、無事に元の天音に戻る。
専用BGMは「Majestic Enigma」、「Rush of Shudder」（シグノ・ラスヴァン使用時）。

### その他のキャラクター
ザンパ
声：千葉繁
盗賊団「夜明けのたてがみ」のボス。年齢不詳。ペンギンのような姿をしたハーフビーストだが、ペンギン呼ばわりされるのを嫌っている。スレイブ・ポットに大幅なカスタムを施した「ペンパーダ」を乗機としている。
盗賊活動にいそしむ中で度々イオニア一行と敵対するが、あるとき天音に命を救われる。その直後天音がラルヴァに取り憑かれる場面に遭遇し、命の恩人を助け出すため、と駆達の仲間に加わる。義理堅い性格をしており、受けた恩は必ず返すのがモットー。
全ての戦いが終わったあとは、イオニアの面々と戦ったことで正義に目覚めたと言い、「夜明けのたてがみ」を正義の一味として再出発を図る。
ラルヴァ
声：野沢那智
稀代の天才科学者にして錬金術師であった古代エルンスト人で、シグザールやイオニアの製作者。しかし何かを守るためにより大きな破壊の力を求める人類の姿勢および繰り返される戦いの歴史に絶望し、恒久的な平和を得るには全知的生命体を抹殺するしかない、と考えるようになる。
そして巨大殺戮兵器（通称：邪神ラルヴァ）を生み出し全知的生命体の抹殺を開始するが、自身の生み出した兵器を使ったエルンスト人たちに敗れ、邪神ラルヴァを「時の牢獄」に、自身の魂をアルシグノスの中に封印される。しかしラルヴァはその怨念を増大させ、やがてアルシグノスを掌握し、自身が復活する機会を伺っていた。

## オリジナルメカ

### 採用技術
オニキス化
機動兵器を小型の結晶体へと変化させる技術。ラルヴァが設計した機動兵器に用いられているが、エルンスト機関製の機動兵器にも使用されている。巨大な機動兵器を手の平サイズに縮小・軽量化できることで、機動兵器の運用が容易となる。またラルヴァによって製作された機体は、オニキス化されている間に自己修復が行われるという特性もある。なおエルンスト機関によって製作された機体に関しては、本編中で言及されていないため自己修復特性の有無は不明である。

### ラルヴァの設計による機動兵器
イオニア
釧路近郊でシグザールと共に発見された輸送艦。戦艦とは思えない流麗なフォルムを持っており、その姿は白い神殿にも似る。シグザール同様アームドファントマからのエネルギー供給で稼働するのだが、発見当初はシグザールの下にアームドファントマが一つもなかったため、天音を生体コアとして取り込み、その生命力を代替エネルギーとして起動した。これは天音の命を削るに等しい事実であり、結果として駆はアームドファントマの入手を急ぐ必要に駆られることとなった。後に天音がラルヴァに乗っ取られて離脱した際、代役としてシャルが乗り込んだ。しかし、この時点で駆は三つのアームドファントマを全て手に入れていたため、生命力が削られる事態にはならなかった。
元々シグザールの輸送と支援が目的であるため、単体での戦闘力はほとんどない。しかし、巡航速度は凄まじく速く、釧路から東京までごく短時間の内に移動している。内部は圧縮空間となっており、外見以上に広い。水や土壌、挙句に光源まで備わっているため、内部の人間が十分に自活出来る。さらに、設置された家具や道具は生体コア（メインパイロット）の意志で自在に移動が出来、単純なものなら作り出すことさえ可能。また広さを生かし、作戦行動に司令室を必要とする地球防衛組の本部が設置されている。
シグザール同様、掌に乗る程度の宝石「イオ・オニキス」に変化することが可能。ただし、生体コアが消耗すると自動的にオニキス化してしまう。その際も内部は変化しない。
武装
イオ・キラ
艦体を中心にエネルギーを放射する対空兵器。威力は然程高くはない。
イオ・キララ
「イオ・キラ」のMAPW版。自機中心型だがやはり威力が低い。

必殺技
ミーティア・サンクション、インペリアル・ブレイズ
シャル搭乗時のみ使用可能。格納しているメルヴェーユが出撃し、攻撃する。内容については#メルヴェーユの項を参照。

シグザール
釧路近郊の地下でイオニアと共に眠っていた黒き巨人。駆との接触によって目覚める。専用武装「アームドファントマ」の運用を基本とする機体であり、そのエネルギーを体内に取り込む設計となっており、シグザール自体は大した動力炉は搭載されていない。そのためアームドファントマなしの状態では性能が低く、武装もシグ・バムしか使用できないなど、戦闘もままならない状態である。「剣」「盾」「鎧」の三つのアームドファントマが存在し、それらを獲得するごとに武装や能力が強化されることとなる。運用方法は母艦であるイオニアと同じようなもので、特定の条件を満たした契約者が必要だが、駆は幸運にも条件全てを満たしており、パイロットとして登録されている。普段は「シグ・オニキス」と呼ばれる手のひら大の水晶に変化できる、などの特徴がある。修復などはシグ・オニキスの状態の時に自動で行われるため、メンテナンスは不要。
古代のアースティアで製作された機体が地球に存在するのは、ラルヴァとの戦いで荒廃したアースティアに見切りをつけた古代エルンスト人が新天地を求めて旅立ち、たどりついた地球にシグザールとイオニアを隠したためである。
武装
シグ・バム
肘部分から光弾を放つ。シグザール単体で使える唯一の攻撃。
シグ・ブレード
剣のアームドファントマで攻撃。
シグ・ガバリー
ファントマのエネルギーを集約し、一気に解き放つ。

必殺技
シグ・ヴァン
アームドファントマの力を解放し、一挙怒涛に斬りかかる。
シグザリアス
シグザールの真の姿。仲間達の想いと駆自身の強い意志によって、三つのアームドファントマを覚醒させることでその姿を変化させた。剣のアームドファントマによって周囲の人間の想いを力に変え、空間を切り裂くことすら可能となっている。
特性はそのままに全ての能力がシグザールを上回る他、シグ・ボドムガによる範囲攻撃が可能となっている。さらにアルシグノスとの戦いを経て必殺技ファントマ・シグヴァンを会得し、攻撃面が大きく強化されることとなる。
武装
シグ・バムガ
シグ・バムの強化版。両掌から光弾を発射する。
シグ・ブレード
シグザールと同様。大型化した剣のアームドファントマで斬りつける。
シグ・ボドムガ
胸部と両肩にエネルギーを集中、それを両手で収束させ、一気に解き放って攻撃。自機中心型のMAPW。天のゼオライマーの「メイオウ攻撃」に似る。
シグ・ガルバリー
シグ・ガバリーの強化版。胸部と両肩にエネルギーを集中、相手を追尾する拡散エネルギーを放つ。

必殺技
シグ・ラスヴァン
シグ・ヴァンの強化版。剣のアームドファントマにエネルギーを集中、一挙怒涛に切り裂く。なおシグ・ヴァンが横に切り裂いたのに対し、こちらは上段から一刀両断する。
ファントマ・シグヴァン
シグ・ヴァンの最終強化版。シグザリアス最大の攻撃。魔法陣を飛ばして敵機の動きを止め、最大までエネルギーを高めた剣のアームドファントマで両断する。
アルシグノス
シグザールと対になる赤き巨人兵器。専用の戦斧型アームドファントマを所持しており、その力を引き出せれば単機での空間跳躍も可能。また単独での敵部隊殲滅を目的として攻撃と防御に比重を置いた設計がなされており、基本性能はシグザールを上回る。そのエネルギー量は、一部隊を転送するほどの空間転移を単独で行えるほど。
エルンスト機関の本拠地であるウルタリア要塞に眠っていた機体だが、鎧のアームドファントマをエネルギー源にすることで強引に起動させられ、リバリスに乗機として与えられる。だが、リバリスではアルシグノス本来の力を発揮できずに敗北、鎧のアームドファントマはシグザールに奪われてしまう。本機の真の操縦者は、開発者であるラルヴァ本人であり、この機体にはその念が宿っていた。3つのアームドファントマが揃ったことでイオニアから解放された天音に目を付けたラルヴァはその意識を乗っ取り、「アマネ」として再誕、以降アルシグノスは彼によって操られることとなる。
アマネはリバリスとは違いアームドファントマの力を完全に引き出すことができるため、その制御下に在るアルシグノスはリバリス騎乗時とは比較にならない性能・能力を有する。
最終的にはウルタリア要塞での戦いにおいて、シグザリアスの奥義「ファントマ・シグヴァン」を真正面から受けて爆散、消滅した。
武装
シグノ・バム
両肘から光弾を放つ。シグザールの「シグ・バム」に相当する。
シグノ・アックス
戦斧のアームドファントマを叩きつける。
シグノ・ボドムガ
シグザリアスの「シグ・ボドムガ」に相当する自機中心型のMAPW。両肩・両肘にエネルギーを集め、集束の後解き放つ。アマネ搭乗時に使って来る。
シグノ・バムガ
シグザリアスの「シグ・ガルバリー」に相当する攻撃。両肩・両肘にエネルギーを集中、それを解放して拡散エネルギー波を放つ。こちらもアマネ搭乗時にのみ使用可能。

必殺技
シグノ・ラスヴァン
シグザリアスの「ファントマ・シグヴァン」に相当する技。斧を振り下ろし、衝撃波で敵機の動きを止め、戦斧のアームドファントマを大上段から振り下ろして粉砕する。
ラルヴァ
ラルヴァが全知的生命体を抹殺するために作り上げた、有機的な外見を持つ巨大殺戮兵器。本来の名称は不明だが、製作者の名からラルヴァと呼称される。邪神ラルヴァと呼ばれることも。
ラルヴァとの戦いに勝利した古代エルンスト人によって『時の牢獄』と呼ばれる異空間に封印されていた。その巨体の内部に製造プラントを持ち、取り込んだ情報を元に様々な機動兵器を生み出す能力を持つ。また、モルス・サンクティオ以外の全ての攻撃は、長射程とさまざまな特性を持ち、遠距離から激しい攻撃を繰り出してくる。なお本体は5本の『ラルヴァ・クルース』が発する力場によって守られており、それらを破壊しなければまともにダメージを与えることができない。
本体は「時の牢獄」の大地の裏側に潜んでおり、そこから巨大な人型の上半身とラルヴァ・クルースのみ姿を覗かせ、駆たちに襲い掛かってくる。
ラルヴァ・クルース
蜘蛛の足のような形状をした、邪神ラルヴァの一部。本体と独立した行動を取ることができ、長射程の光線を繰り出してくる上、一度倒されてもすぐに再生するなど、かなりの戦闘力を有する。また、周囲に体内のプラントで製造されたシグニクスを出現させる。

### エルンスト機関の機動兵器
メルヴェーユ
アームドファントマの使用を目的に開発された実験機であったが、完成度の高さから戦闘用に改修されたという経緯を持つ機体。ルノイエ兄妹がエルンスト機関から離反した際、剣のアームドファントマとともに持ち出された。単体での飛行能力を持たないが、外部補助推進装置兼エネルギーランチャーである「フォルトゥシャス」を用いて飛行することが可能（魔女のホウキのような形状であり、跨るもしくは横に腰かける形で使用する）。またフォルトゥシャス以外に物理的な武装を持たないが、搭載されたマナサーキットによる魔法攻撃能力を有する。スレイブ・ポット同様にオニキス化に近い能力が付加されており、普段はシャルの髪飾りにある水晶に格納しておくことができる。
武装
ライト・ブレット
光弾を放つ。
レイ・シャワー
魔法により特定地点に光弾を降らせるMAPW。

必殺技
ミーティア・サンクション
シャーリィの編み出した格闘攻撃。敵機周囲を旋回しながらライト・ブレットで攻撃し、急上昇の後落下、その勢いを乗せて回転蹴りを叩き込む。
インペリアル・ブレイズ
フォルトゥシャスに専用コードを接続、エネルギー砲を放つ。
ウル・アロー
ウルタリア要塞に配備されている防衛装置。マジックアローで空中からの侵入者を迎撃する。なお予備パーツが大量に用意されているため、侵入者に破壊されても即座に再配備が可能。
ウル・カノン
ウルタリア要塞に設置された巨大砲。要塞両翼に2門設置されており、地上への攻撃のほか、要塞上部に降り立った侵入者への迎撃にも用いられる。ウル・アロー同様に予備パーツが多数用意されているため、破壊されてもすぐに新たな砲身を設置できる。
プルケリマ
エルンスト機関において人員輸送やスレイブ･ポットの修理を目的として配備されている母艦。多少の武装は備えるものの、火力はあまり高いとは言えず、戦闘には不向き。全長54.2m、重量は不明。
シグニクス
アルシグノスを模倣して、現代のエルンスト機関の技術力で作られた機体。性能および武装の面でオリジナルには及ばないものの、疑似アームドファントマを搭載することにより、他のエルンスト機関製メカを遥かに凌ぐ性能を誇る。ウルタリア要塞における戦いの時点では一機しか存在しなかったが、後にデビルウルタリアや邪神ラルヴァの能力によって量産されている。全長23.1m、重量51.3t。
スレイブ・ポット
エルンスト機関の戦力の中核を成す戦闘兵器。基本的にはAIを搭載した無人機だが、一部のカスタムされた機体はパイロットの存在する有人機となっている。なお全ての機体にオニキス化の能力が付加されているため、個人で大量のスレイブ・ポットを運搬することも容易である。エルンスト機関の主戦力であるほか、アースティアの市場にも出回っており、シャルやイドロ、ガルデンなど護衛兵器として多数所持しているキャラクターもいる。
スレ・グラン
スレイブ・ポットの基本となる機体。球体に短い手足を付けたようなシンプルな外見ゆえに量産が容易。全長6.2m、重量23.5t。
スレ・アロー
大型の対空武器とセンサーユニットを搭載したタイプ。全長11.0m、重量41.7t。
スレ・フライ
空中戦用にカスタムされたタイプ。機動力が高い反面、軽量化によって装甲が脆くなっている。全長5.9m、重量18.4m。
スレ・ハンマ
大型ハンマーを装備させ格闘性能をアップさせたタイプ。装甲もやや厚めになっている。全長6.2m、重量28.6t。
スレ・カノン
射程の長い大型砲を搭載した後方支援タイプ。全長11.1m、重量39.9t。

ペンパーダ
ザンパが盗賊行為によって獲得した資金をつぎ込んだ、スレイブ・ポットのカスタム機。従来のスレイブ・ポットを上回る性能を持つ、ハーフビーストであるザンパの体格に合わせたコックピットが搭載されている、変形機能を有するなど、外見以外はもはやスレイブ・ポットの原形を留めていない。なお脱出装置も搭載されている模様。
デバ・ジノー
スレイブ・ポットを改造したリバリス専用機。コックピットの設置、大型動力炉の搭載、装甲の強化などにより大型化している。なお本来の名称は「スレ・マスター」であったが、リバリスによって名称が変更された。
デバ・ジノーβ
敗北の続いたリバリスが、デバ・ジノーに更なる改良を加えた機体。全体的に性能が大きく向上したほか、大型砲「ジャンボ・カノン」の搭載、巨大槌ネオスト・ハンマーによる必殺技「ハンマー・クラッシュ」などにより攻撃力も大きく増している。また新装備による重量の増加にはバーニア出力の向上で対処し、機動力の低下は見られない。

## 設定
エルンスト機関（エルンストきかん）
キャオス・レールによって創設された、アースティアに存在する古代科学研究機関。現代の技術水準をはるかに凌駕する古代文明を研究し、その技術を解明することで、邪竜族や妖神ゴブーリキといった脅威に対抗できる戦力の獲得を目的とする。そのため現在のアースティアの水準から考えるとはるかに高度な技術を有している。なお空中移動要塞ウルタリアを本拠としており、幾重にも渡るカモフラージュ手段を講じているため、世間一般にはその存在をあまり知られていない。ただし研究の成果やそれを用いて作られた無人兵器などを外部に提供して対価を得、それを新たな活動資金としているため、商人や権力者などの間では知名度はあるようだ。
アースティアを守りたいというキャオスの願いは純粋なものであったが、その行き過ぎた想いから手段を選ばず、アイアンリーガーを拉致してDG細胞を植えつけてアイアンソルジャーとする、古代にアースティアを滅ぼしかけた古代人ラルヴァを復活させて利用しようとするなどし、駆らと対立することとなる。
主な運用兵器は無人兵器スレイブ・ポッドとゾンビ兵なしでの運用を実現したデスアーミー・デスバーディで、無人兵器が中心となっている。
最終的にはキャオスが自らの非を悟り、駆たちとの対立関係は解消されることとなる。そして駆たちが地球に戻っている間のアースティアの防衛を担当し、邪竜族との最終決戦では駆たちのサポートを行う。全ての戦いが終わった後は、アースティアの戦災復興に尽力しているようだ。
アースティア
我々の宇宙とはまったく異なる「ドキドキスペース」に存在する世界。科学技術そのものは地球における中世から近代レベルだが、魔法や錬金術が発展している他、ごく一部には古代文明由来の高度な技術が存在している。また、アイアンリーグが娯楽として普及している。こちらの世界では地球は「伝説の大地」としてその存在が言い伝えられている。
そもそもは『覇王大系リューナイト』の舞台となる異世界だが、同作の参戦する『NEO』においては、オリジナルキャラクターのほとんどがアースティア出身である。また、『NEO』におけるオリジナルメカニックはすべて現代のエルンスト機関または古代の科学者ラルヴァの設計であるため、全てアースティア産となっている。
プレイヤー部隊
本作では主人公たちの部隊名は明らかにされず、命名イベントも存在しない。そもそもメンバーが地球防衛組を初めとするエルドランからロボットを授かった小学生達やコズモレンジャーJ9やゲッターチームなどのアウトロー、アースティアのリュー使い達と、軍隊に所属していないため、通信コードでもある部隊名を決める必要が無かった。ただし主人公達はイオニアという一隻の戦艦で行動することが多いため、敵対勢力や一般市民から「イオニア」「イオニアの連中」「イオニアのみんな」「イオニアの諸君」「イオニアの戦士たち」と呼ばれる。例外的に1回のみアックスボンバー号が母艦として機能する。

## 主題歌
「Wild succession」
作詞：畑亜貴、作曲・編曲：藤末樹、歌：美郷あき
歌手にスーパーロボット大戦OGシリーズのアニメで主題歌を担当した美郷あきを起用。シリーズで初めて、JAM Project以外の歌手が起用されている。

## スタッフ
エグゼクティブ・プロデューサー
灘俊宏
柳田一利
プロデューサー
小椋亙
寺田貴信
じっぱひとからげ
ディレクター
三谷一弘
オリジナルメカニックデザイン
佐藤洋介
三鷹重
オリジナルキャラクターデザイン
内山紳介
脚本
株式会社トリスター（田渕亮、松田史征）
音楽制作
nkis
太田修司
鈴木利宗
川田俊介
制作
有限会社さざなみ

## プロモーション

### キャラホビ2009
2009年8月29日・30日、幕張メッセで行われたキャラホビ2009に本作は出展された。29日のトークステージには、声優の緑川光、オリジナルキャラクターのシャーリィ・ルノイエを演じる伊藤静、主題歌を担当する美郷あき、開発から、チーフプロデューサーの寺田貴信、プロデューサーの小椋亙が登場した。

### 東京ゲームショウ2009
2009年9月24日 - 27日、幕張メッセで行われた東京ゲームショウ2009に本作は出展された。「夢の！ロボット大集結」と題したステージにて、PSP『マクロスアルティメットフロンティア』のプロデューサー広野啓ー、Wii『スーパーロボット大戦NEO』のプロデューサー寺田貴信、PSP『機動戦士ガンダム ガンダムVS.ガンダムNEXT PLUS』のプロデューサー後藤能孝がそれぞれプレゼンテーションを行った。

### テレビCM
CMナレーションは本作がシリーズ初参戦となる『覇王大系リューナイト』の主人公アデュー･ウォルサム役の優希比呂が担当。また、中川翔子と高橋胡桃が登場する『ニュースキャスター篇』も放送された。

### 購入特典
予約特典は、登場作品に関わったスタッフのコメントや設定資料などが収録された小冊子「『スーパーロボット大戦NEO』 Official Reference Book」。

## 関連商品

### 攻略本
- スーパーロボット大戦NEO ザ・コンプリートガイド ISBN 9784048682435
- スーパーロボット大戦NEO パーフェクトバイブル ISBN 9784047261815

### コミック
スーパーロボット大戦NEO コミックアンソロジー
2010年2月5日初版、一迅社、DNAメディアコミックス。ISBN 9784758005357
複数作家による二次創作短編漫画。